# 비밀경호국 공격대응팀
비밀경호국 공격대응팀(영어: Secret Service Counter Assault Team, CAT)은 미국의 대통령 일행에게 공격을 가하는 일당이 적발되면, 이들을 유인하고 쫓아가 반격함으로써 일반적으로 대통령을 보호하는 팀들에 전략적인 지원을 제공하는 팀이다. 이는 대통령을 외부의 공격으로부터 보호하고 대통령을 안전한 곳으로 대피시키는 임무를 수행하는 대통령을 보호하는 부서와 대조적이다. CAT팀은 또한 국가 특별 안보 행사 장소에서 다른 지정생존자에게 전술적인 지원들을 제공할 수도 있다.
비밀경호국은 1979년에 공격대응팀을 창설했다. "호크 아이"는 대통령에게 할당 된 CAT팀의 코드네임이며, 대통령의 비밀 경호국 코드네임이다. 예를 들어, 오바마 대통령에게 CAT팀이 부여한 코드네임은 "Hawkeye Renegade"이다.

## 역사
1979년 이전에 위험이 높은 상황에서 VIP를 위한 비밀 경호국 차량들은 이동시에 기관단총으로 무장 한 5-6 개의 비밀 서비스 특수 요원이 탑승 한 일명 "머슬카"로 알려진 대형 세단이 포함되었다. "머슬 카"팀은 정기적으로 보호 임무에 할당 된 직원들과 (현재의 CAT팀)는 대조적으로, 비밀 경호국 지부에서 일하는 특수 요원들로부터 차출된 임시 직원이었다. 그들은 호송중에 공격을 받을 경우, 공격자들에 대한 진압 및 그들의 사격을 막도록 하는 지시를 받았으며, 이로 인해 공격자들의 차량이 VIP의 차량을 추적하지 않게해 VIP가 방해받지 않고 탈출 할 수 있는 기회를 갖게해주었다.
1979년에 비밀 경호국은 영구적으로 배정 된 특별히 훈련 된 팀원들로 구성된 CAT팀의 존재를 세상에 알렸다.

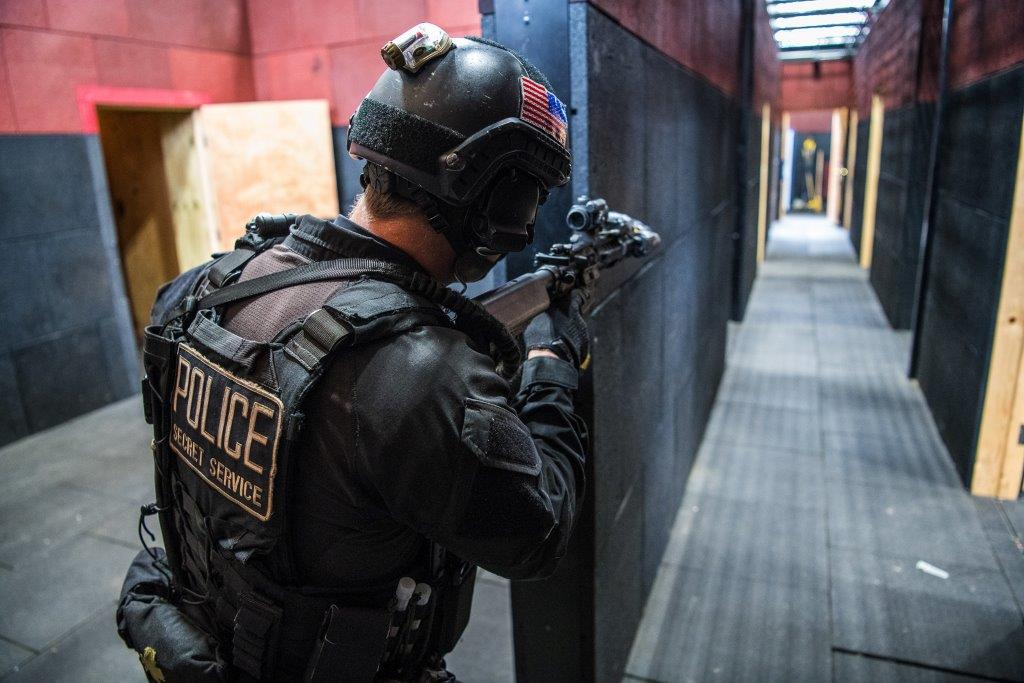
2018년 Rowley Training Center에서 공격대응 팀 팀원이 훈련받는 모습.

### 여담
로널드 레이건 대통령 암살 시도 이후에 "호크 아이"를 보호하기 위해 지정된 CAT팀이 전임 대통령 호위 임무에 또한 배정되었다. 댄 본지노(Dan Bongino)에 따르면, 호크아이는 실제 무장 공격에 대응 한 적이 없다.
Hawkeye (대통령)의 경호에 배정된 CAT팀의 특수 요원 가운데 하나가 2012년 아메리카 정상 회의 매춘 스캔들에 연루되어 논란이 되었다.

## 팀의 운영

### 선발 및 교육
공격대응팀의 구성원은 조지 아주 글 린코에 있는 연방 법 집행 훈련 센터에서 8개월의 기초 훈련 과정을 이수한 비밀 경호국의 특수 요원이며 이후에도 비밀경호국에서 최소 몇 년 동안 뛰어나게 복무해야한다. 최종적으로 선발 된 CAT팀의 팀원들은 매복 카운터 전술과 근접 전투 등 7 주간의 추가적인 전문 교육을 받는다. 이 팀의 선발 과정은 경쟁이 치열하고 이 팀에 지원하기 위해 필요한 물리적 요구 사항에는 45 파운드 (20 kg) 착용하고 하는 3개의 풀업이 포함된다. 또한 방탄 조끼를 입고 완전무장을 한채 1.5 마일 (2.4 km)  9 분 이내에 달리는 능력도 포함단다. 처음 지원자의 약 10 %가 최종적으로 CAT팀에 선발된다.

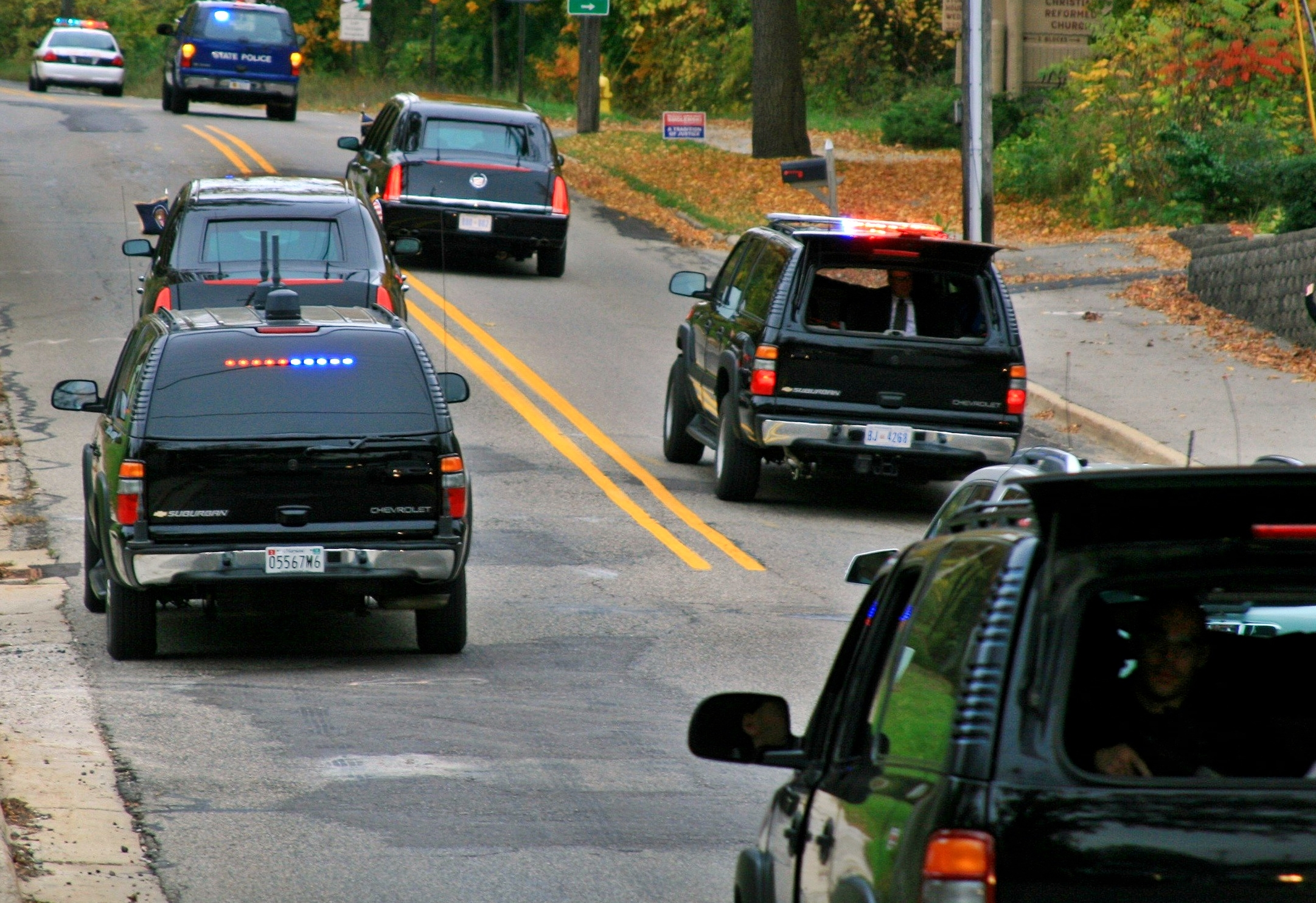
오른쪽 하단에 있는 차량에 조지 W. 부시 대통령의 CAT팀이 탑승해 있다.

### 사용하는 장비
일반적으로 CAT 팀원들은 검은 색 전투복 유니폼을 착용한다. 다른 팀원들 보다 무거운 무기를 배정받지 않은 각 팀원에게는 SR-16 소총, 지크자우어 P229 권총 및 플래시 뱅 수류탄이 지급된다.

### 하는 일
CAT는 모터 케이드(차량 경호 행렬)의 일부와 고정 사이트에서 모두 작동한다. VIP의 차량 또는 이를 보호하는 방탄 SUV가 여러 명의 공격자들에 의해서 공격을받는 경우, CAT는 공격자를 주의를 돌려 우회시키는 역할을 하며, 이로인해, VIP를 안전한 지역으로 대피시킬 시간을 준다.

## 같이 보기
- 인질 구조대
- 모바일 보안 배포

## 참고 문헌 (출처)
1. ↑  “U.S. Secret Service Counter Assault Team Tactical Recruiting Initiative” (PDF). United States Secret Service. 2018. 2019년 7월 10일에 확인함.
2. 1 2 3  Emmett, Dan (2014). 《Within Arm's Length: A Secret Service Agent's Definitive Inside Account of Protecting the President》. Macmillan. 102–110쪽. ISBN 1250044715.
3. 1 2 3  Kessler, Ronald (2014). 《The First Family Detail: Secret Service Agents Reveal the Hidden Lives of the Presidents》. Crown. ISBN 0804139229.
4. 1 2 3  Kessler, Ronald (2009). 《In the President's Secret Service》. Crown. 65–68쪽. ISBN 0307461378.
5. 1 2 3 4  Nakamura, David (2014년 3월 27일). “Everything you need to know about CAT, the Secret Service's baddest bad boys”. 《Washington Post》. 2016년 11월 27일에 확인함.
6. ↑  Ambinder, Marc (2014년 3월 26일). “The Secret Service has a drinking problem”. 《The Week》. 2016년 11월 28일에 확인함.
7. ↑  “JJRTC – James J. Rowley Training Center”. 《secretservice.gov》. U.S. Secret Service. 2016년 11월 28일에 확인함.